# De Campus Cup 2022
De Campus Cup 2022 is het vierde seizoen in 2022 van De Campus Cup, een televisiequiz voor studenten van alle Vlaamse en Brusselse universiteiten en hogescholen, gepresenteerd door Otto-Jan Ham. Het programma wordt gemaakt door productiehuis Woestijnvis.
Het vierde seizoen werd uitgezonden vanaf 23 mei 2022 op Eén. Nieuw dit seizoen was dat de gastdocent bij wijze van introductie kort geïnterviewd werd door Thomas Huyghe. Ook was er dit seizoen weer publiek in de studio. Verder waren er dit seizoen in de voorrondes voor het eerst geen teams die geen 10 correcte antwoorden gaven in de finale.
Laureaat van het vierde seizoen werden de studenten van de opleiding Toegepaste taalkunde van de VUB, verliezend finalist de studenten van de faculteit Geneeskunde van KU Leuven.

## Voorrondes
| Aflevering | Richting - universiteit/hogeschool                 | Eindscore | Finale tijd | Te blokken cursus                                                                                                  |
| ---------- | -------------------------------------------------- | --------- | ----------- | --- |
| 1          | Geografie - KU Leuven                              | 470       | n.v.t.      | Universiteit Antwerpen Prof. dr. Pierre Van Damme Beoogde effecten van vaccinatie                                  |
| 1          | Kunstwetenschappen - UGent                         | 625       | 1:47        | Universiteit Antwerpen Prof. dr. Pierre Van Damme Beoogde effecten van vaccinatie                                  |
| 2          | Journalistiek - Arteveldehogeschool                | 415       | 2:47        | LUCA school of arts Frank Vaganée Charlie Parker en John Coltrane: 2 grootheden van de jazz-saxofoon               |
| 2          | Handelsingenieur - UHasselt                        | 315       | n.v.t.      | LUCA school of arts Frank Vaganée Charlie Parker en John Coltrane: 2 grootheden van de jazz-saxofoon               |
| 3          | Toegepaste taalkunde - VUB                         | 485       | 1:30        | Antwerp Maritime Academy Remke Willemen Klassiek stuurmechanisme van een schip                                     |
| 3          | Biochemie en Biotechnologie - KU Leuven            | 345       | n.v.t.      | Antwerp Maritime Academy Remke Willemen Klassiek stuurmechanisme van een schip                                     |
| 4          | Lager Onderwijs - Odisee Hogeschool                | 665       | 1:59        | HOGent Dr. sc. Valerie De Vynck PFOS en PFAS                                                                       |
| 4          | Communicatiewetenschappen - UAntwerpen             | 295       | n.v.t.      | HOGent Dr. sc. Valerie De Vynck PFOS en PFAS                                                                       |
| 5          | Toegepaste Audiovisuele Communicatie - Thomas More | 305       | n.v.t.      | Thomas More Tom Heylen Verkorte cursus veehouderij                                                                 |
| 5          | Geneeskunde - VUB                                  | 630       | 1:46        | Thomas More Tom Heylen Verkorte cursus veehouderij                                                                 |
| 6          | Organisatie & management - UCLL                    | 235       | n.v.t.      | VUB Prof. dr. Ann Dooms Getaltheorie                                                                               |
| 6          | Taal- en letterkunde - UGent                       | 675       | 1:58        | VUB Prof. dr. Ann Dooms Getaltheorie                                                                               |
| 7          | Handelsingenieur - VUB                             | 330       | n.v.t.      | Arteveldehogeschool Liselotte Vandenbussche Meertaligheid bij kleuters                                             |
| 7          | Kinesitherapie - UGent                             | 630       | 1:39        | Arteveldehogeschool Liselotte Vandenbussche Meertaligheid bij kleuters                                             |
| 8          | Geschiedenis - KU Leuven                           | 530       | 0:56        | AP Hogeschool Antwerpen Lector Dirk Aerts Export naar de UK na brexit - Waarop moet ik letten bij invoer in de UK. |
| 8          | Fysica - UHasselt                                  | 440       | n.v.t.      | AP Hogeschool Antwerpen Lector Dirk Aerts Export naar de UK na brexit - Waarop moet ik letten bij invoer in de UK. |
| 9          | Secundair onderwijs - Arteveldehogeschool          | 305       | n.v.t.      | UCLL Hogeschool Saar Bossuyt Consumentengedrag en eyetracking                                                      |
| 9          | Ingenieurswetenschappen - KU Leuven                | 495       | 1:14        | UCLL Hogeschool Saar Bossuyt Consumentengedrag en eyetracking                                                      |
| 10         | Ingenieurswetenschappen Architectuur - VUB         | 425       | n.v.t.      | KU Leuven Prof. dr. Marjan Garmyn Melanoom van de huid                                                             |
| 10         | Grafische en digitale media - AP Hogeschool        | 470       | 1:46        | KU Leuven Prof. dr. Marjan Garmyn Melanoom van de huid                                                             |
| 11         | Taal- en Letterkunde - UAntwerpen                  | 305       | n.v.t.      | UHasselt Prof. dr. Samantha Bielen Beleidsevaluatie                                                                |
| 11         | Biologie - UGent                                   | 615       | 1:14        | UHasselt Prof. dr. Samantha Bielen Beleidsevaluatie                                                                |
| 12         | Geneeskunde - KU Leuven                            | 675       | 1:44        | UAntwerpen Prof. dr. Erik Matthysen 'Vogeltrek                                                                     |
| 12         | Sociale en militaire wetenschappen - KMS           | 145       | n.v.t.      | UAntwerpen Prof. dr. Erik Matthysen 'Vogeltrek                                                                     |
| 13         | Chemie - UGent                                     | 680       | 2:24        | Vives hogeschool Jean-Marc Mullie Monitoring in sport                                                              |
| 13         | Audiovisuele Kunsten Radio - RITCS                 | 270       | n.v.t.      | Vives hogeschool Jean-Marc Mullie Monitoring in sport                                                              |
| 14         | Politieke wetenschappen - UAntwerpen               | 635       | 2:18        | UGent Prof. dr. Maximilliaan Martens Jan Van Eyck en de optica                                                     |
| 14         | Biomedische laboratoriumtechnologie - Howest       | 170       | n.v.t.      | UGent Prof. dr. Maximilliaan Martens Jan Van Eyck en de optica                                                     |
| 15         | Toegepaste Taalkunde - KU Leuven                   | 640       | 1:07        | VUB Prof. dr. Hendrik Cammu De bevalling                                                                           |
| 15         | Muziekpedagogie - LUCA                             | 150       | n.v.t.      | VUB Prof. dr. Hendrik Cammu De bevalling                                                                           |
| 16         | Verpleegkunde - PXL                                | 265       | n.v.t.      | RITCS Karel Vanhaesebrouck Theater in de vroegmoderne tijd                                                         |
| 16         | Toerisme en Recreatie - Thomas More                | 675       | 2:04        | RITCS Karel Vanhaesebrouck Theater in de vroegmoderne tijd                                                         |
| 17         | Rechten - UAntwerpen                               | 515       | 2:03        | Odisee Martine Willems Malnutritie                                                                                 |
| 17         | Logopedie en audiologie - KU Leuven                | 415       | n.v.t.      | Odisee Martine Willems Malnutritie                                                                                 |

Legende:
 Haalde de top 8
 Haalde de top 8 niet
 Geen 10 vragen correct beantwoord

## Kwartfinales
| Aflevering | Richting - universiteit/hogeschool  | Eindscore / vrijstellingen | Finale score | Te blokken cursus                                                           |
| ---------- | ----------------------------------- | -------------------------- | ------------ | --------------------------------------------------------------------------- |
| 18         | Ingenieurswetenschappen - KU Leuven | 430 / 2                    | 5            | Universiteit Antwerpen Prof. dr. Sara Vicca Koolstofcyclering               |
| 18         | Toegepaste taalkunde - VUB          | 605 / 4                    | 6            | Universiteit Antwerpen Prof. dr. Sara Vicca Koolstofcyclering               |
| 19         | Biologie - UGent                    | 325 / 1                    | 5            | KU Leuven Prof. dr. Bénédicte Lemmelijn Tekstkritiek van het Oude Testament |
| 19         | Kinesitherapie - UGent              | 730 / 4                    | 6            | KU Leuven Prof. dr. Bénédicte Lemmelijn Tekstkritiek van het Oude Testament |
| 20         | Toegepaste Taalkunde - KU Leuven    | 515 / 3                    | 4            | Howest Jurgen Van Ryckeghem Energietransitie                                |
| 20         | Geneeskunde - KU Leuven             | 420 / 2                    | 6            | Howest Jurgen Van Ryckeghem Energietransitie                                |
| 21         | Geneeskunde - VUB                   | 300 / 1                    | 6            | Karel de Grote Hogeschool Kamal Kharmach De elasticiteit van de vraag       |
| 21         | Geschiedenis - KU Leuven            | 680 / 4                    | 4            | Karel de Grote Hogeschool Kamal Kharmach De elasticiteit van de vraag       |

## Halve finales
| Aflevering | Richting - universiteit/hogeschool | Eindscore / vrijstellingen | Finale score | Te blokken cursus                                                                      |
| ---------- | ---------------------------------- | -------------------------- | ------------ | -------------------------------------------------------------------------------------- |
| 22         | Toegepaste taalkunde - VUB         | 395 / 1                    | 6            | PXL Adinda Toppers Basisprincipes van wondzorg, Vasculaire wonden                      |
| 22         | Kinesitherapie - UGent             | 585 / 3                    | 3            | PXL Adinda Toppers Basisprincipes van wondzorg, Vasculaire wonden                      |
| 23         | Geneeskunde - KU Leuven            | 420 / 2                    | 6            | Universiteit Gent Prof. dr. Kristine Walraevens Grondwater, onze kostbaarste grondstof |
| 23         | Geneeskunde - VUB                  | 710 / 4                    | 1            | Universiteit Gent Prof. dr. Kristine Walraevens Grondwater, onze kostbaarste grondstof |

## Finale
| Aflevering | Richting - universiteit/hogeschool | Eindscore / vrijstellingen | Finale score | Te blokken cursus                                                                                   |
| ---------- | ---------------------------------- | -------------------------- | ------------ | --------------------------------------------------------------------------------------------------- |
| 24         | Toegepaste taalkunde - VUB         | 525 / 3                    | 6            | Royal Military Academy Kolonel prof. dr. Kris Quanten De Ardennenslag (16 dec. 1944 - 17 jan. 1945) |
| 24         | Geneeskunde - KU Leuven            | 445 / 2                    | 4            | Royal Military Academy Kolonel prof. dr. Kris Quanten De Ardennenslag (16 dec. 1944 - 17 jan. 1945) |